# اللجنة المشتركة (ألمانيا)
اللجنة المشتركة (بالألمانية: Gemeinsamer Ausschuss) هي هيئة خاصة في النظام الدستوري والمؤسسي لألمانيا أنشئت بموجب المادة 53 أ من القانون الأساسي لجمهورية ألمانيا الاتحادية (Grundgesetz، GG). وهي موجودة لضمان وجود هيئة تشريعية عاملة خلال حالة الدفاع التي ينص عليها الدستور ويعلنها. أثناء حالة الدفاع ، وكذلك قبل إعلانها، يجب على الحكومة الاتحادية إبلاغ اللجنة بخططها.
تتكون اللجنة المشتركة من أعضاء البوندستاغ (الثلثين) وأعضاء البوندسرات (الثلث). يجوز لكل ولاية تعيين أي عضو في البوندسرات ترغب في تمثيلها في اللجنة ، ولكن على عكس البوندسرات ، حيث يجوز للولايات إعطاء تعليمات بشأن التصويت على كل مسألة إلى وفودها، لا يمكن لكل ولاية إعطاء تعليمات ملزمة لممثلها في Gemeinsamer Ausschuss. إن صلاحيات اللجنة المشتركة مقيدة بحيث لا يمكن استغلالها لاستغلال الظروف الخاصة لإلغاء النظام الدستوري.
حتى مع عمل اللجنة المشتركة في ظل حالة الدفاع، فإن أعضاء البوندستاغ الآخرين قد يستمرون في الاجتماع، وكذلك اللجان الأخرى في البوندستاغ، ولا يزال بإمكان أعضاء الحكومة الاتحادية الاستمرار في حضور أي من هذه الاجتماعات أيضًا .

## روابط خارجية
- الموقع الرسمي
- المادة 53 أ من القانون الأساسي لجمهورية ألمانيا الاتحادية (Grundgesetz، GG)